# Roland Jomphe
Roland-Benoit Jomphe (né le 26 août 1917 à Pointe-aux-Esquimaux (aujourd'hui Havre-Saint-Pierre), mort le 9 décembre 2003 à Havre-Saint-Pierre) est un poète québécois, auteur de nombreux ouvrages de poésie, notamment De l'eau salée dans les veines (1978), Sous le vent de la mémoire (1982), Aux îles de Mingan (1984) et A l'ombre d'un village (1988).

## Biographie
Roland Jomphe était fils de pêcheur et pêcheur lui-même.Autodidacte, ancien sacristain, secrétaire de la municipalité, il a publié la plupart de ses œuvres à compte d'auteur.

## Œuvres
- De l'eau salée dans les veines (1978), Léméac, Montréal.
- Sous le vent de la mémoire (1982), Dominique Cormier, Havre Saint-Pierre.
- Aux îles de Mingan (1984), Environnement Parcs Canada.
- A l'écoute du temps (1983). À compte d'auteur.
- Amour et souvenance (1985). À compte d'auteur.
- Sur le rivage de la vie (1986). À compte d'auteur.
- Iles de Mingan ou de chez nous (1986). À compte d'auteur.
- Confidences des îles (1987). À compte d'auteur.
- A l'ombre d'un village (1988). À compte d'auteur.

## Récompenses et postérité
Membre de l'Ordre du Canada en 1981. Il reçoit en 1987 le titre de chevalier de l'Ordre national du Québec. La Maison de la Culture du Havre-Saint-Pierre porte aujourd'hui son nom. Parcs Canada a nommé un sentier de l'île Niapiskau en son honneur : le lockeux.
Les originaux de ses écrits et ses photographies sont conservés au centre d'archives de la Côte-Nord de la Bibliothèque et Archives nationales du Québec, dans le fonds Jomphe.